# 대구남중학교
대구남중학교(大邱南中學校)는 대구광역시 달서구 성당동에 있었던 공립 중학교이다.

## 학교 연혁[1]
- 1987년 3월 1일 : 개교
- 2001년 3월 1일 : 남녀공학으로 전환
- 2012년 2월 29일 : 25년만에 폐교

## 폐교 이후
폐교 이후, 대구남중학교 부지는 현재 대구글로벌교육센터와  대구고등학교 부설 방송통신중·고등학교 및 대구해올중고등학교 교사로 사용하고 있다.